# Lutiwka (obwód charkowski)
Lutiwka (ukr. Лютівка) – wieś na Ukrainie, w obwodzie charkowskim, w rejonie bogoduchowskim, w hromadzie Zołocziw. W 2001 liczyła 631 mieszkańców, spośród których 587 wskazało jako ojczysty język ukraiński, 37 rosyjski, a 7 białoruski.